# Молодёжный театр (Обнинск)
Молодёжный теа́тр — любительский театр города Обнинска, созданный в 1994 году режиссёром Надеждой Чирковой, позже поменявшей фамилию на Казанская.

## История
В 1994 году режиссёр Надежда Чиркова, позже поменявшая фамилию на Казанская, создала театральную студию в обнинском Техническом лицее. В 1995 году студия стала работать при Обнинском драматическом театре. В 1996 году начала самостоятельное существование, проводя репетеции и показывая спектакли на различных обнинских сценах. Некоторое время Молодёжный театр работал в Доме офицеров, где силами театра была отремонтирована сцена и установлен новый свет, после чего коллектив, по выражению Надежды Казанской, из Дома офицеров «выгнали».
Оказавшемуся на улице театру дала возможность бесплатно работать на камерной сцене директор муниципального Центра развития творчества детей и юношества «Эврика» Марина Хоменко. По поводу официального статуса своего театра Надежда Казанская сказала в интервью:
…Мы никому не нужны, нас как бы нет. И я — никто, и звать меня никак. С одной стороны, это очень хорошо. Работать не мешают, ничего от меня не требуют. Не приходится, спотыкаясь и чертыхаясь, делать всякие красные дни календаря.
Возрастной состав любительской труппы варьируется от 12 до 45 лет. Основной актёрский состав пришёл в театр в студенческом возрасте, оставшись в труппе после окончания вузов. Казанская считает, что последователей у неё нет.

## Репертуар
- «Женитьба Фигаро» Бомарше
- «Три товарища» Эриха Мария Ремарка
- «Дорогая Памела» Джона Патрика
- «Гроза» Александра Островского
- «Большая моя Земля»
- «Чествование»
- «Тиль Уленшпигель»
- «Дверь в смежную комнату»
- «Ревизор» Николая Гоголя
- «Зойкина квартира» Михаила Булгакова
- «Дорогая Елена Сергеевна» Людмилы Разумовской
- «Двое на качелях» Уильяма Гибсона
- «Парень из нашего города» Константина Симонова[2]
- «Оскар и розовая дама» Эрика-Эмманюэль Шмитта.[5]

## Признание
- 2011 — VIII Обнинский открытый театральный фестиваль «МИГ». Спектакль «Три Товарища»: диплом за лучшую мужскую роль второго плана (Игорь Склизков), диплом за лучшую сценографию спектакаля[2].
- 2005 — VI Обнинский открытый театральный фестиваль «МИГ». Спектакль «Большая моя земля»: диплом лауреата фестиваля за спектакль. диплом за лучший актёрский ансамбль, диплом за лучшую мужскую роль (Александр Тулаинов), диплом за лучшую женскую роль 2-го плана (Людмила Шкуратова)[2].
- 2005 — Областной фестиваль-конкурс любительских театров «Приокские сюжеты». Спектакль «Большая моя земля»: диплом лауреата конкурса I степени, диплом за лучшую режиссёрскую работу (Надежда Чиркова), диплом за оригинальное сценографическое решение спектакля, диплом за лучшее музыкальное оформление, диплом за лучший актёрский ансамбль в спектакле, диплом за лучшую женскую роль (Ольга Медведенко), дипломы за лучшую мужскую роль (Александр Тулаинов, Сергей Федоров, Марк Чучелов), почетная грамота областного Совета ветеранов[2][6].
- 2003 — V международный фестиваль театрального искусства «МИГ». Спектакль «Зойкина квартира»: диплом за лучшую женскую роль (Инесса Конова), диплом в номинация модельер фестиваля, диплом в номинация событие фестиваля — за создание характерного дуэта (Людмила Шкуратова и Сергей Фёдоров)[2].
- 2001 — Областной фестиваль-конкурс любительских театров «Приокские сюжеты». Спектакль «Тиль Уленшпигель»: диплом за лучший спектакль, диплом за лучшую режиссёрскую работу (Надежда Чиркова), диплом за лучшую хореографию (Елена Козлова), диплом за лучшую работу художника по костюмам, диплом за лучшую мужскую роль (Игорь Склизков), диплом за лучшую мужскую роль второго плана (Андрей Гусев)[2].

## Известные актёры
- Квашнин, Роман Александрович (р. 1976) — российский актёр. Окончил режиссёрский факультет и актёрско-режиссёрские курсы (мастерская С. В. Клубкова) Московского государственного университета культуры и искусств (МГУКИ). Служит в Театре кукол имени С. В. Образцова и театре «Арт Хаус»[3].
- Сухановский, Кирилл Олегович (р. 1979) — российский актёр. Окончил Театральный институт имени Бориса Щукина. Служит в Театре кукол имени С. В. Образцова[3].
- Стебунова, Кристина — российская актриса. Студентка Калужского филиала Театрального института имени Бориса Щукина[3].
- Пикос, Виктория (р. 1978) — российская актриса. Окончила Российский университет театрального искусства — ГИТИС. Служила в Московском имени Владимира Маяковского[3]. В настоящее время служит в «Школе драматического искусства».

## Комментарии
1. ↑  По другим данным, студия была создана в ПТУ № 19[1].